# Iron Sky 2
Série
Iron Sky
(2012) The Ark: An Iron Sky Story
(2025)
Pour plus de détails, voir Fiche technique et Distribution.
Iron Sky 2 (Iron Sky: The Coming Race) est un film germano-belgo-finlandais réalisé par Timo Vuorensola et sorti en 2019. Il fait suite à Iron Sky, sorti en 2012.

## Synopsis
2047. Vingt neuf ans ont passé depuis l'affrontement nucléaire entre les Terriens et les nazis de la Lune. Neomenia, l’ancienne base lunaire des nazis, est devenue le dernier refuge de l’Humanité, car la Terre a été dévastée par le conflit. Cependant, ses entrailles cachent une puissance qui pourrait sauver les derniers humains … ou les détruire définitivement. Face à la menace, quelques réfugiés de la Lune vont se rendre au centre de la Terre. Ils y affronteront une race reptilienne extraterrestre.

## Fiche technique
- Titre original : Iron Sky: The Coming Race
- Titre français : Iron Sky 2
- Réalisation : Timo Vuorensola
- Scénario : Dalan Musson et Timo Vuorensola
- Musique : Tuomas Kantelinen et Laibach
- Photographie : Mika Orasmaa
- Montage : Jan Hameeuw et Joona Louhivuori
- Décors : Stijn Verhoeven
- Pays de production :  Finlande,  Allemagne,  Belgique
- Format : Couleurs - 35 mm - 2,35:1
- Genre : science-fiction, action, aventure, comédie
- Durée : 90 minutes
- Dates de sortie :
  - Finlande : 16 janvier 2019
  - France : 8 mai 2019 (vidéo à la demande)

## Distribution
- Lara Rossi : Obi (VF : Laurence Crouzet)
- Vladimir Burlakov : Sasha
- Kit Dale : Malcolm
- Tom Green : Donald (VF : William Coryn)
- Julia Dietze : Renate Richter
- Edward Judge : Fat Tyler
- Martin Swabey : Ryan
- Emily Atack : Tyler
- Gaëtan Wenders : Vril Steve Jobs
- Udo Kier : Wolfgang Kortzfleisch et Vril Adolf Hitler
- John Flanders : Gary the base commander
- Stephanie Paul : Vril Sarah Palin
- James Quinn : Deputy Commander Johan
- Daniel Woit : doublure d' Udo Kier